# Juge-arbitre (badminton)
Pour les articles homonymes, voir Arbitre sportif.
Le juge-arbitre de badminton est un officiel de terrain. L’organisation sportive de la compétition de badminton sur les terrains est confiée aux officiels techniques : juges-arbitres, arbitres, juges de lignes. Ils sont garants du déroulement normal du jeu, en donnant à celui-ci la sécurité, la régularité et l’équité indispensables.
Le juge-arbitre est responsable de la conduite des compétitions fédérales, individuelles, par équipes ou des tournois et de leur surveillance. Il établit les divers documents qui rendent compte de la compétition. Il homologue des résultats.
Les arbitres sont sous l’autorité du juge-arbitre. Ils peuvent être assistés de juges de service et/ou de juges de lignes.
Le système et les conditions pour passer les différents grades de juge-arbitre ont été modifiés lors d'une réforme des organisations des officiels technique en 2017.

## Architecture des grades de Juge-Arbitre
L'architecture des grades de juge arbitre en badminton est la suivante :
- Juge-arbitre stagiaire (distinction)
- Juge-arbitre de Ligue accrédité
- Juge-arbitre de Ligue certifié
- Juge-arbitre fédéral accrédité
- Juge-arbitre fédéral certifié
- Juge-arbitre fédéral international.

Il y a trois grades de juge-arbitre internationaux qui ne sont pas du ressort de la FFBaD :
- Juge-arbitre continental
- Juge-arbitre BWF accrédité
- Juge-arbitre BWF certifié.

La classification des grades d'arbitrage suit la même architecture avec en plus la division de continental en 2 grades, BE accrédité et certifié.

## Comment devenir juge-arbitre[2]?
L'âge minimum requis pour obtenir le diplôme de juge-arbitre est celui de la majorité (pour des raisons de responsabilité). Il est possible de commencer la formation avant la majorité et à partir de 16 ans.
Depuis 2017, il n'est obligatoire d'avoir suivi une formation d'arbitre au préalable pour devenir juge-arbitre. 

### Juge-arbitre stagiaire
Pour devenir juge-arbitre stagiaire, il faut valider 3 modules : le stage GEO (Gestion et Organisation de Compétition), le stage ULC (Utilisation des Logiciels de Compétitions) puis enfin le stage initial de juge-arbitre.
Le stage de juge-arbitre est d'une durée de 14 heures. À l'issue de ce stage et du contrôle de connaissances inclus dans ce stage, le stagiaire devient juge-arbitre stagiaire.

### Juge-arbitre de ligue accrédité
Pour devenir juge-arbitre accrédité, le juge-arbitre stagiaire doit valider la partie pratique de sa formation. La formation pratique se fait en situation : le juge-arbitre stagiaire exerce la fonction de juge-arbitre adjoint d'un juge-arbitre confirmé. Deux ou plusieurs mises en situation sont nécessaires en alternant les rôles et les juges-arbitres examinateurs. Après concertation le stagiaire peut devenir ou non juge-arbitre accrédité. Une fois juge-arbitre accrédité, il peut exercer la fonction de juge-arbitre adjoint ou de juge-arbitre dans des tournois avec des joueurs de niveau maximum R, et dans une salle unique de 7 terrains maximum et ne peut avoir d'arbitres.

### Juge-arbitre de ligue certifié
Il pourra, après avoir été validé, être JA sur toutes les compétitions y compris multisalles et les interclubs à l’exception des compétitions fédérales et assimilées.